# Winfried Holtmann

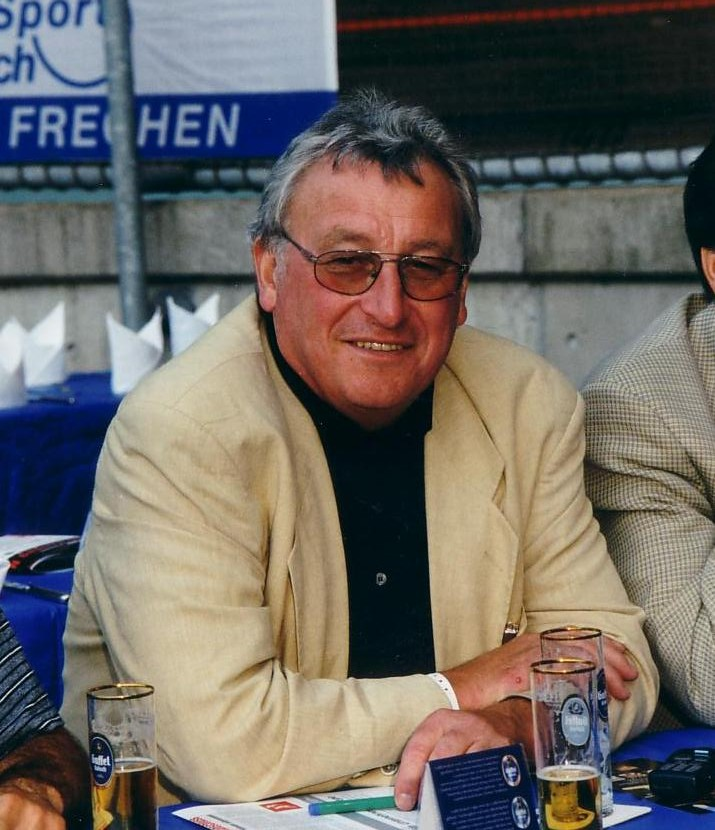
Winfried Holtmann

Winfried Albert Holtmann (* 4. Juni 1941 in Oberhausen; † 27. März 2003 in Stuttgart) war ein deutscher Radsportmanager, Journalist und Chefredakteur der Sindelfinger Zeitung.
Zunächst war Holtmann Berufssoldat bei der Bundeswehr, zuletzt Hauptmann der Fallschirmjägertruppe. Er spielte Handball in der Bundesligamannschaft der SV Stuttgart-Möhringen. Im Jahre 1974 wurde er Chefredakteur der Sindelfinger Zeitung und war Gründungsmitglied der RSG Böblingen.
1984 initiierte Holtmann das Stuttgarter Sechstagerennen und richtete auch welche in Münster und Leipzig aus. Durch seine Mithilfe wurde es möglich, dass 1987 die Tour de France in Stuttgart Halt machte. Das von ihm 1988 gegründete Team Stuttgart war ein Vorläufer des Teams T-Mobile. Viele Jahre organisierte er den Straßenradsport-Wettbewerb Coca-Cola-Trophy. Das mehrfach ausgetragene Winfried-Holtmann-Gedächtnisrennen erinnerte an seine Verdienste im Radsport. 
Bis zu seinem überraschenden Tod 2003 war Winfried Holtmann Präsident des Verbandes Deutscher Radrennveranstalter.